# Sphaerobelum separatum
Sphaerobelum separatum är en mångfotingart som beskrevs av Carl Graf Attems 1953. Sphaerobelum separatum ingår i släktet Sphaerobelum och familjen Zephroniidae. Inga underarter finns listade i Catalogue of Life.